# Barabaniada
Barabaniada (russisk: Барабаниада) er en russisk spillefilm fra 1993 af Sergej Ovtjarov.

## Medvirkende
- Aleksandr Polovtsev
- Andrej Urgant
- Viktor Semjonovskij
- S. Zjarov
- S. Zapryagajev